# George Dewey
George Dewey (ur. 26 grudnia 1837 w Montpelier w stanie Vermont, zm. 16 stycznia 1917 w Waszyngtonie) – oficer marynarki Stanów Zjednoczonych, jedyny w historii USA admirał marynarki (ang. Admiral of the Navy). Sławę zdobył w czasie bitwy w Zatoce Manilskiej w trakcie wojny amerykańsko-hiszpańskiej.

## Zarys biografii
Był zawodowym wojskowym, studiował najpierw w Akademii Wojskowej w Norwich, a następnie w Akademii Marynarki Wojennej w Annapolis. Służbę, jako podporucznik, rozpoczął w czasie wojny secesyjnej na pokładzie USS „Mississippi” w składzie eskadry adm. Farraguta i brał udział w rajdzie na forty strzegące Nowego Orleanu.
W 1898 Dewey przebywał w Hongkongu na czele Eskadry Wschodu (4 nowoczesne krążowniki i 2 kanonierki). Gdy wybuchła wojna amerykańsko-hiszpańska 25 kwietnia Dewey otrzymał rozkaz by udać się na Filipiny i zniszczyć lub wziąć do niewoli flotę hiszpańską. 30 kwietnia eskadra Deweya, prowadzona przez okręt flagowy krążownik USS „Olympia”, weszła do Zatoki Manilskiej, a następnego dnia rano Dewey wydał swój pamiętny rozkaz: „Możesz otworzyć ogień, gdy będziesz gotowy, Gridley” (ang. You may fire when you are ready, Gridley) i zaatakował liczniejszą, ale zakotwiczoną i niezdolną do manewrów flotyllę hiszpańską. Do południa okręty Deweya zniszczyły wszystkie jednostki przeciwnika nie tracąc jednego marynarza.
To zwycięstwo uczyniło ze Stanów Zjednoczonych znaczącą potęgę militarną w obszarze Pacyfiku i spowodowało wzrost zaufania do marynarki wojennej w amerykańskim społeczeństwie. Po powrocie do Ameryki Dewey i jego ludzie zostali powitani jak bohaterowie. Wszyscy zostali udekorowani, a on sam otrzymał pamiątkową szablę i dom pod Waszyngtonem.
W 1900 został szefem nowo powstałej Rady Departamentu Marynarki i do końca życia pełnił liczne funkcje doradcze, często jako honorowy przewodniczący różnych organizacji. W 1925 jego ciało spoczęło w Katedrze Waszyngtońskiej.